# Hilton Garden Inn
Hilton Garden Inn est une chaîne américaine d'hôtels à service complet ciblant les voyageurs d'affaires et les vacanciers,. La marque est une propriété de Hilton Worldwide. En décembre 2019, elle compte 862 établissements avec 126 086 chambres, répartis dans 49 pays et territoires, dont 81 gérés avec 15 678 chambres et 781 franchisés avec 110 408 chambres.

## Histoire

### Fondation et débuts en affaires
La marque hôtelière Hilton Garden Inn est apparue à la fin des années 1980 sous le nom de CrestHill by Hilton. En raison d'une phase immobilière lente, seuls quatre des 25 hôtels proposés ont été construits. Parmi ces quatre hôtels d’origine, trois font encore aujourd’hui partie de la chaîne. Ils sont situés à Lancaster, en Pennsylvanie, à Southfield, au Michigan et à Valencia, en Californie. Le quatrième, situé à Buffalo Grove, dans l'Illinois, est désormais un Four Points by Sheraton.

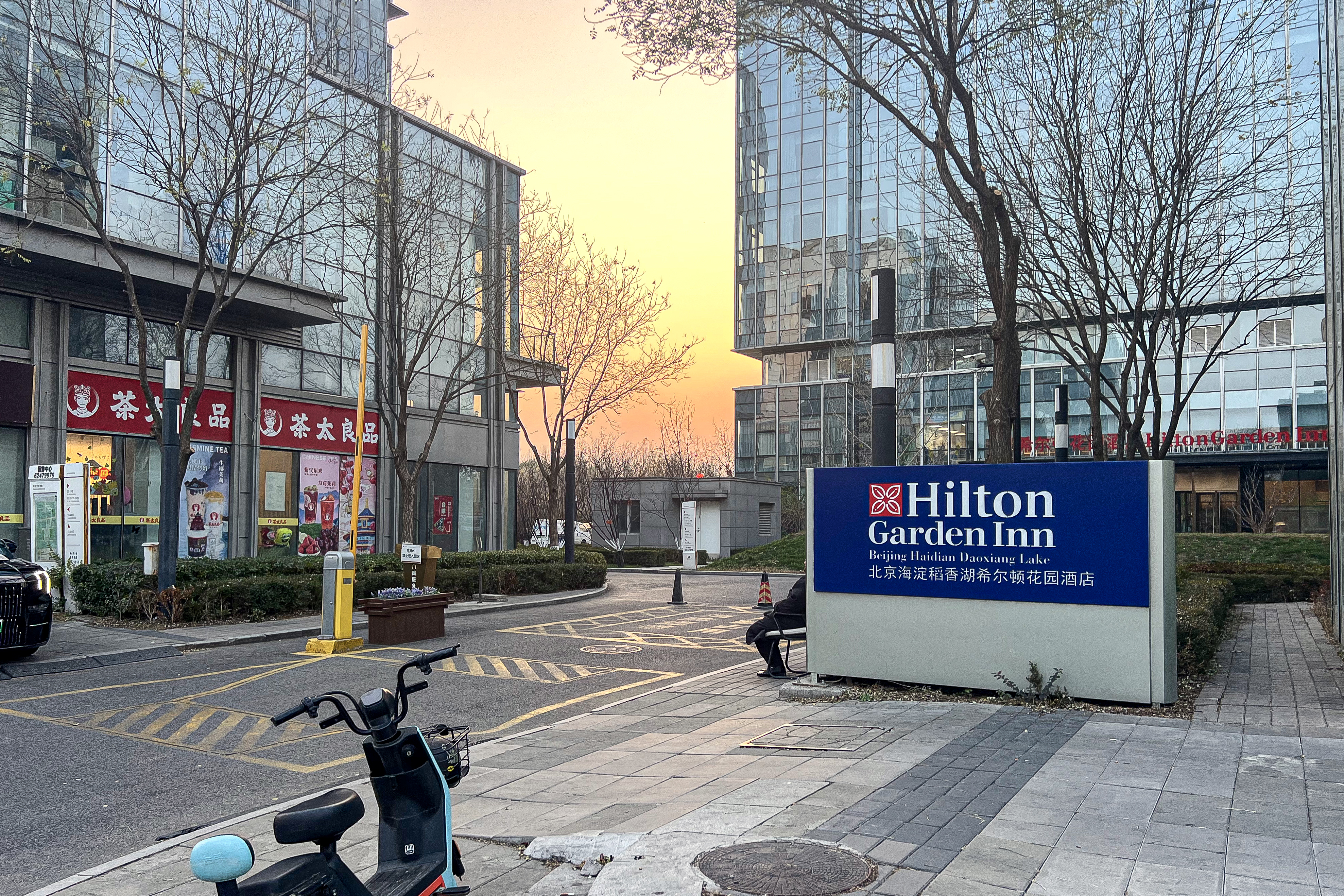
Entrée du Hilton Garden Inn Beijing à Pékin, en Chine.

La marque a été introduite pour la première fois sous le nom de Hilton Garden Inn sur le marché haut de gamme au début des années 1990, comme marque centrale pour apporter une version plus accessible d'une expérience de service complet sur les marchés secondaires et tertiaires. En 25 ans environ, le groupe est passé de quatre hôtels à plus de 860 établissements à travers le monde.

### Développement depuis 2000
En 2012, le tout premier Hilton Garden Inn situé en dehors de l'Amérique du Nord ouvre ses portes aux Pays-Bas : le Hilton Garden Inn Leiden. Il est situé sur le Vieux Rhin et dispose de 173 chambres, qui offrent toutes les caractéristiques emblématiques de la marque.
En 2021, le premier Hilton Garden Inn d'Australasie a ouvert ses portes à Albany, en Australie-Occidentale,.